# Team Heizomat

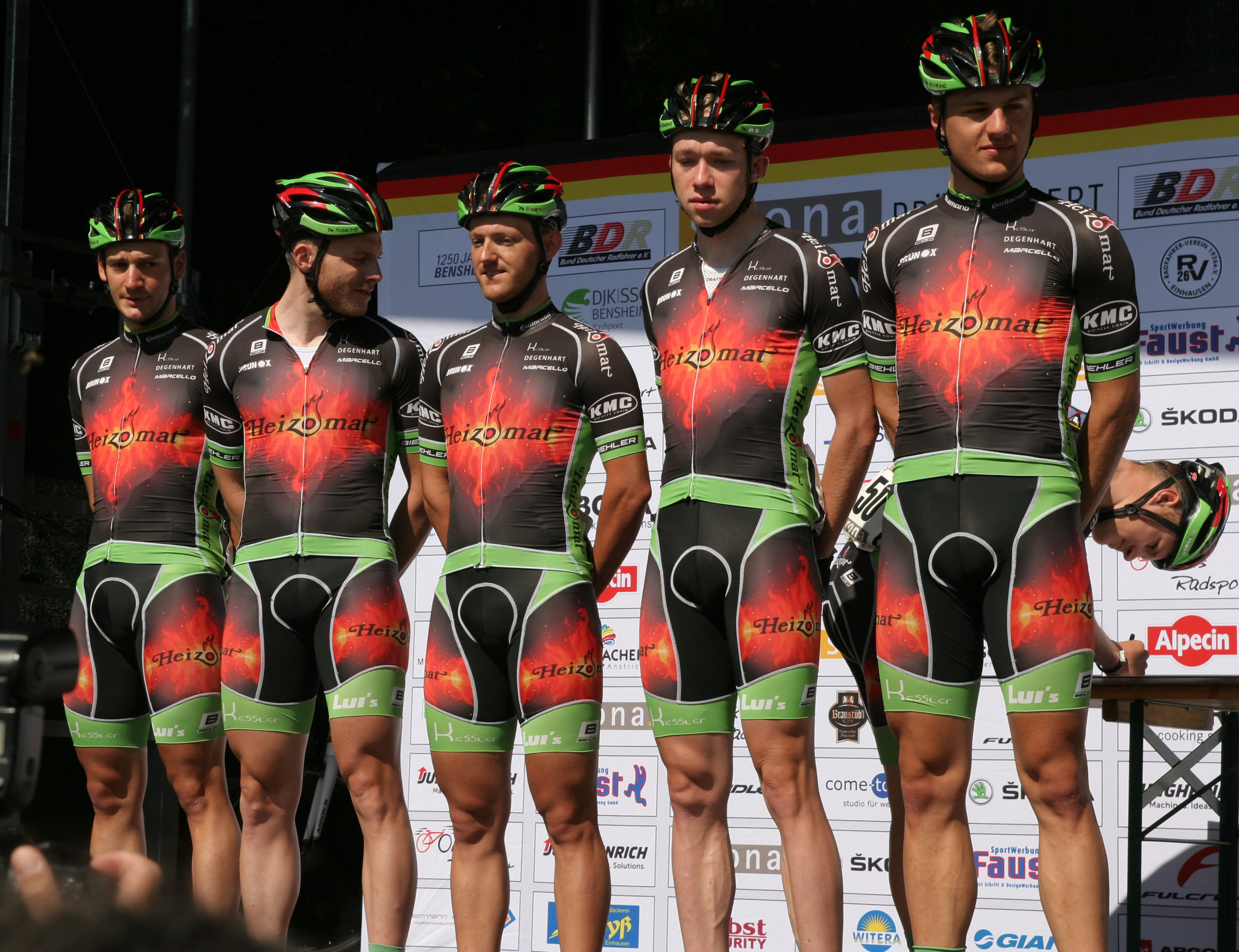
Das Team bei den Deutschen Straßenmeisterschaften 2015 in Bensheim

Das Team Heizomat war ein deutsches Radsportteam aus Motten.
Die Mannschaft wurde Ende 2001 als U23-Team gegründet und fuhr ab 2002 in der Rad-Bundesliga. Von 2008 bis 2017 hatte die Mannschaft eine Lizenz als Continental Team und nahm an der UCI Europe Tour teil. Manager war Markus Schleicher, der von dem Sportlichen Leiter Thomas Kaufmann unterstützt wurde.
Zur Saison 2018 wurde die Mannschaft mit dem Rad-net Rose Team fusioniert, welches in Heizomat rad-net.de umbenannt wurde.

## Saison 2009

### Erfolge in den UCI Continental Circuits
| Datum    | Rennen                     | Kat. | Fahrer         |
| -------- | -------------------------- | ---- | -------------- |
| 20. Juni | 1. Etappe Mainfranken-Tour | 2.2U | Sebastian Hans |

## Platzierungen in UCI-Ranglisten
UCI America Tour
| Saison    | Mannschaftswertung | Fahrerwertung       |
| --------- | ------------------ | ------------------- |
| 2009      | -                  | -                   |
| 2010      | 34.                | Philipp Ries (272.) |
| 2011-2016 | -                  | -                   |

UCI Europe Tour
| Saison | Mannschaftswertung | Fahrerwertung              |
| ------ | ------------------ | -------------------------- |
| 2009   | 72.                | Felix Rinker (277.)        |
| 2010   | 82.                | David Hesselbarth (475.)   |
| 2011   | 107.               | Nils Plötner (878.)        |
| 2012   | 113.               | Alexander Krieger (675.)   |
| 2013   | 112.               | Raphael Freienstein (831.) |
| 2014   | 117.               | Jan-Niklas Droste (839.)   |
| 2015   | 126.               | Sascha Starker (1017.)     |
| 2016   | 123.               | Jonas Rapp (1246.)         |
| 2017   | 107.               | Jonas Rapp (694.)          |